# Вольфганг Вольф
Вольфганг Вольф (нім. Wolfgang Wolf, нар. 24 вересня 1957, Тіфенталь) — німецький футболіст, що грав на позиції захисника, зокрема за «Кайзерслаутерн». По завершенні ігрової кар'єри — тренер.

## Ігрова кар'єра
Починав грати за аматорську команду «Геттенляйдельгайм».
1976 року приєднався до структури клубу «Кайзерслаутерн», де протягом двох сезонів грав за другу команду, а з 1978 року почав залучатися до ігор головної команди. Відіграв за основу кайзерслаутернського клубу десять сезонів своєї ігрової кар'єри. Більшість часу, проведеного у складі «Кайзерслаутерна», був основним гравцем захисту команди.
Протягом 1988—1992 років захищав кольори клубу «Штутгартер Кікерс», а завершував ігрову кар'єру в «Мангаймі», за який виступав у 1992—1993 роках.

## Кар'єра тренера
Розпочав тренерську кар'єру невдовзі по завершенні кар'єри гравця, 1994 року, очоливши тренерський штаб клубу «Штутгартер Кікерс».
1998 року став головним тренером команди «Вольфсбург», тренував «вовків» п'ять років, після чого очолив тренерський штаб «Нюрнберга». У першому ж сезоні у новій команді (2003/04) привів її до перемоги у турнірі Другої Бундесліги.
Згодом тренував «Кайзерслаутерн», грецький «Шкода Ксанті», «Кікерс» (Оффенбах) та «Ганзу».
Наразі останнім місцем тренерської роботи був «Локомотив» (Лейпциг), головним тренером команди якого Вольфганг Вольф був з 2019 по 2020 рік.

## Титули і досягнення

### Як тренера
- Переможець Другої Бундесліги (1):

«Нюрнберг»: 2003/04